# Schizomus remyi
Schizomus remyi är en spindeldjursart som beskrevs av Lawrence 1969. Schizomus remyi ingår i släktet Schizomus och familjen Hubbardiidae. Inga underarter finns listade i Catalogue of Life.